# Devoid (együttes)
A Devoid hardcore/metal együttes 2018-ban alakult Győrben a Pass On Hope és a Cold Reality zenekarok korábbi tagjaiból. Első kiadványuk a 2018 novemberében megjelent Devoid című EP volt. A következő évben Waldmann Szilárd énekes körül szinte teljesen kicserélődött a zenekar, egyedül a régi Pass On Hope-társ, Horváth Attila dobos maradt mellette. Fake Gleam című első nagylemezüket már új tagokkal vették fel, és 2020 áprilisában adták ki.

## Tagok
Jelenlegi tagok
- Waldmann Szilárd
- Macher Zoltán
- Nyemcsek Csaba
- Horváth Attila

## Diszkográfia
- Devoid (EP, 2018)
- Fake Gleam (2020)
- Dusk (2021)

## Videóklipek
- Fake Gleam